# Базне
Базне (перс. bazene, також романізоване як bazene, bazene — місто і столиця округу Карах-Кахріз в окрузі Шазанд провінції Марказі, Іран. За даними перепису 2006 року, його населення становило 3900 осіб, що проживали у складі 988 сімей.